# Schloss Arès

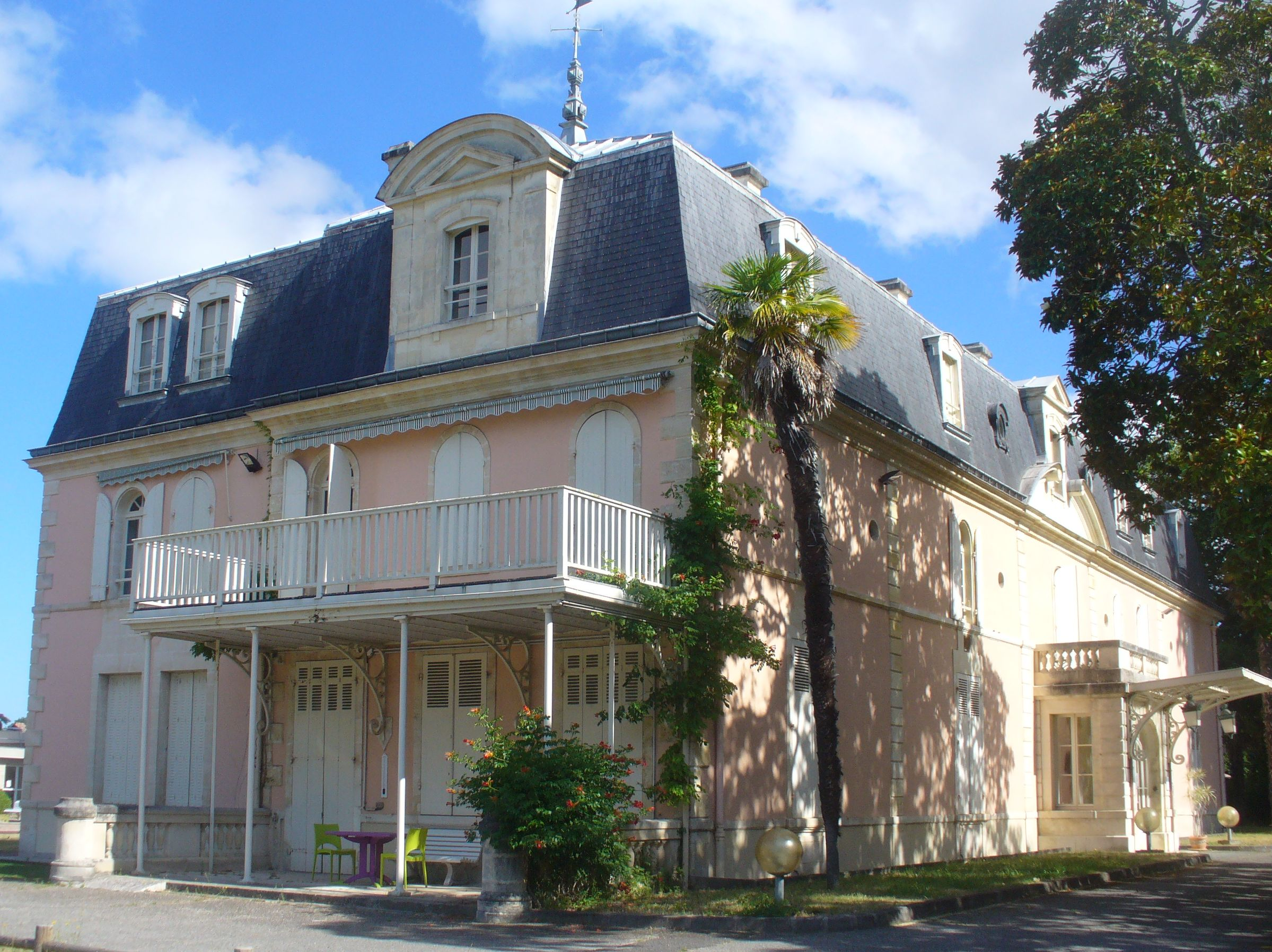
Schloss in Arès

Das Schloss in Arès, einer französischen Gemeinde im Département Gironde in der Region Nouvelle-Aquitaine, wurde 1849 an der Stelle eines Vorgängerbaus errichtet. Das Schloss steht an der Place de l’Église.
Der zweigeschossige Bau mit Mansarddach wurde für den Industriellen und Bankier Léopold Javal (1804–1872) errichtet. Seine Tochter Sophie, verheiratet mit Paul Wallerstein, erbte das Schloss. Sie ließ einen südlichen Anbau errichten.
1948 wurde das Schloss an die Mutuelle générale de l’Éducation nationale verkauft.